# Гидрокарбонат никеля(II)
Гидрокарбона́т ни́келя(II) — неорганическое соединение,
кислая соль никеля и угольной кислоты
с формулой Ni(HCO3)2,
светло-зелёные кристаллы.

## Получение
- Пропускание углекислого газа через суспензию гидроксокарбоната никеля под давлением в автоклаве:

{\displaystyle {\mathsf {Ni_{3}(OH)_{4}CO_{3}+5CO_{2}+H_{2}O\ {\xrightarrow {220-250^{o}C}}\ 3Ni(HCO_{3})_{2}}}}

## Физические свойства
Гидрокарбонат никеля(II) образует светло-зелёные кристаллы кубической сингонии, параметры ячейки a = 0,8383 нм.

## Применение
- Катализатор в органическом синтезе.